# Армбруст, Георг
Георг Армбруст (нем. Georg Armbrust; 17 марта 1818 — 2 мая 1869) — немецкий органист. Отец Карла Армбруста.
Органист гамбургской церкви Святого Петра (этот пост в дальнейшем унаследовал его сын) и руководитель гамбургского Баховского общества, во главе которого занимался пропагандой хоровой музыки Иоганна Себастьяна Баха — допуская при этом вольное обращение с музыкальным материалом, вызвавшее два критических памфлета Карла Греденера (известно письмо Иоганнеса Брамса, выражавшее Греденеру поддержку в этой полемике). Как органист аккомпанировал руководимому Брамсом женскому хору (также вызывая недовольство последнего). Автор ряда композиций для органа.
Именем отца и сына Армбрустов названа улица в Гамбурге (нем. Armbruststraße).